# Гуде (Ольденбург)
Гуде (нім. Hude) — сільська громада в Німеччині, розташована в землі Нижня Саксонія. Входить до складу району Ольденбург.
Площа — 124,64 км2. Населення становить 15 993 ос. (станом на 31 грудня 2021).